# Richard Marsina
Richard Marsina (Ipolyság, 1923. május 4. – 2021. március 25.) szlovák történész, levéltáros, a mai Szlovákia területének középkorára vonatkozó okiratok kiemelkedő kutatója.

## Élete
A gimnáziumi tanulmányait Trencsénben végezte. Egyetemi tanulmányait 1949-ben Pozsonyban fejezte be. 1952-ben kisdoktori, 1962-ben kandidátusi és 1973-ban nagydoktori címet szerzett.
1949-től a Pozsonyi Városi Levéltár munkatársa. 1960-tól 1984-ig a Szlovák Tudományos Akadémia Történelmi Intézetének munkatársa. 1968-tól 1978-ig a Szlovák Tudományos Akadémia Központi Levéltárának külső igazgatója volt. A Szlovákia területéhez köthető középkori források kritikai kiadásával foglalkozott. Ennek a munkának gyümölcsei eddig két kötetben jelentek meg, melyek az 1260-ig terjedő időszakot ölelik fel. 
1961–1969 között a SzTA Történelmi Intézet budapesti kutatási központjának vezetője volt. Mint levéltáros hosszú időn át Pozsony városi levéltárában, a Földművelésügyi Levéltárban és az Állami Központi Levéltárban (a Szlovák Nemzeti Levéltár elődje) működött. 
1985-ben kényszernyugdíjazták, 1990 és 1995 között azonban újból a Történeti Intézet munkatársa. 1990 óta a Matica választmányi tagja és kezdeményezte a Matica Történeti Intézetének újraélesztését. 1961–1980 között Pozsonyban oktatott, (1992-től) a Nagyszombati Egyetemen a Történelem szak professzora volt. Élete végéig diplomatikával és középkori történelemmel foglalkozott.

## Díjak elismerések
- Križko-érem
- Sasinek-érem
- Ludovít Štúr ezüst- és aranyplakett
- SzTA aranyérme
- Széchenyi István-érem
- Štefan Moyses-érem
- Pribina kereszt III. osztálya
- Ľudovít Novák-díj
- Nagyszombati Egyetem aranyérme
- Daniel Rapant-díj
- Nagyszombati Egyetem, doctor honoris causa

## Főbb művei
- 1959 Urbáre feudálnych panstiev na Slovensku v 16. a 17 storočí I-II. Bratislava. (tsz. M. Kušík)
- 1971 Slovensko – Dejiny. Bratislava. (tsz.)
- 1971/1987 Codex diplomaticus et epistolaris Slovaciae I-II. Bratislava
- 1971/1973 Štúdie k slovenskému diplomatáru zväzok I/1-2. Bratislava
- 1988 Über die Besiedlung der Slowakei vom 11. bis in die Hälfte des 13. Jahrhunderts. Studia historica Slovaca 16, 173–251.
- 1989 Štúdie k slovenskému diplomatáru, zväzok II. Bratislava
- 1985 Metodov boj. Bratislava
- 1986 Dejiny Slovenska I. Bratislava (tsz.)
- 1992 Slovenské dejiny. Martin (tsz.)
- 1993 Vojenské dejiny Slovenska I. Bratislava (tsz.)
- 1993 Dějiny Maďarska. Brno (tsz.)
- 1997 Legendy stredovekého Slovenska. Ideály stredovekého človeka očami cirkevných spisovateľov. Budmerice
- 2008 Tatársky vpád. Budmerice (tsz. Miloš Marek)